# Belize ai Giochi della XXIV Olimpiade
Il Belize partecipò ai Giochi della XXIV Olimpiade, svoltisi a Seul, Corea del Sud, dal 17 settembre al 2 ottobre 1988, con una delegazione di 10 atleti impegnati in due discipline. Portabandiera alla cerimonia di apertura fu il ciclista Lindford Gillitt, alla sua prima Olimpiade. Non furono conquistate medaglie.